# Macrostomum reynoldsi
Macrostomum reynoldsi är en plattmaskart. Macrostomum reynoldsi ingår i släktet Macrostomum och familjen Macrostomidae. Inga underarter finns listade i Catalogue of Life.